# 타이쯔허

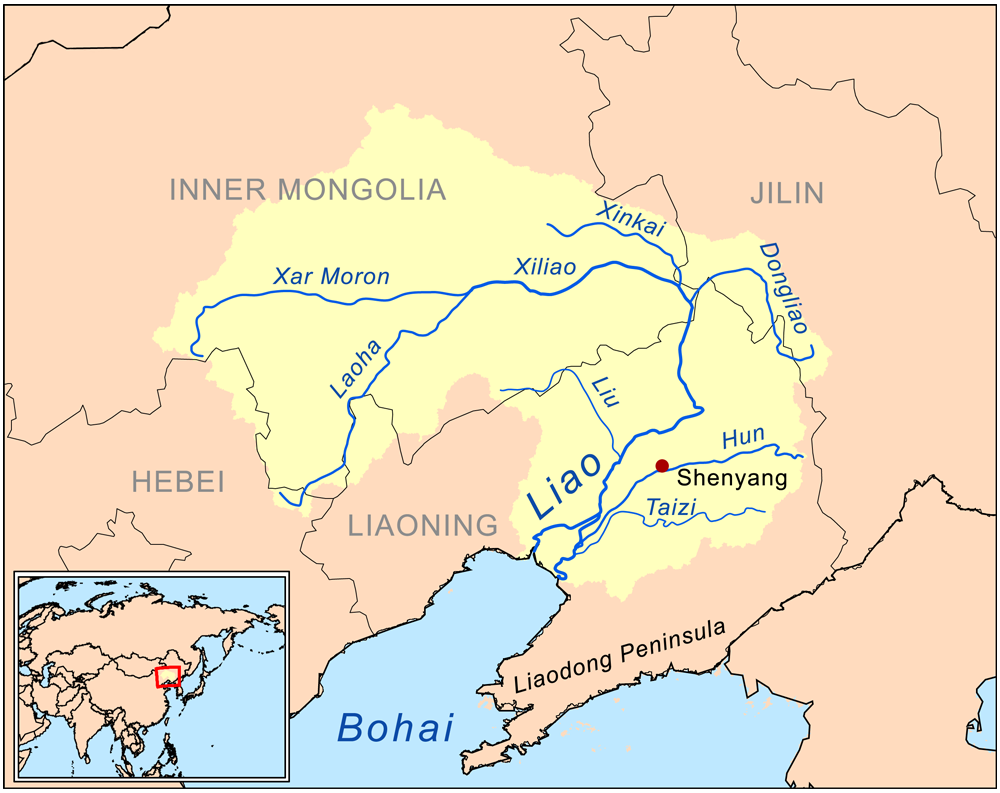
타이쯔허의 위치

타이쯔허(太子河)는 중국 동북부 랴오닝성을 흐르는 강으로 랴오허 수계에 속한다.
랴오닝 성의 동부에서 출발해 훈허의 남쪽을 동쪽에서 서쪽에 흐른다. 번시 시, 랴오양 시를 거치고 훈허와 함께 랴오허의 분류 외요하와 합류해 보하이해의 랴오둥 만으로 빠져나간다.
진왕(후의 시황제)을 암살하려다 실패한 연나라의 태자 희단은 요동으로부터 도망친 후 이 강에 몸을 던져 죽었다고 한다. 타이쯔허라는 이름은 여기서 유래한다.